# Юньев, Георгий Семёнович
Ю́ньев Гео́ргий Семе́нович (1898, Вологда, Вологодская губерния, Российская империя — 1989, Минск, Белорусская ССР, СССР) — физиолог, доктор биологических наук (1948), профессор (1951).

## Биография
Георгий Семёнович Юньев родился в 1898 году в Вологде.
Первоначальное образование получил от своего отца Семёна Леонтьевича, человека глубоких и обширных познаний в области многих отраслей науки.
В 1915 году окончил гимназию с золотой медалью.
Университетское образование получил в Казани. В 1929 году здесь окончил биологический факультет.
1930—1948 год — руководит электрофизиологической лабораторией в Московском институте физиологии.
В 1934 году по предложению академика Н. Н. Бурденко Георгий Семёнович организовал лабораторию нервно-мышечной физиологии и электрофизиологии при Центральном нейрохирургическом институте в Москве и заведовал этой лабораторией (по совместительству) с 1934 по 1938 год.
В 1948 г. ему присвоена учёная степень доктора биологических наук.
С 1948 по 1950 год Г. С. Юньев руководил лабораториями при Институте психиатрии и Центральном институте курортологии Министерства здравоохранения СССР.
В 1951 г. присвоено учёное звание профессора.
С 1950 по 1972 г. заведовал кафедрой физиологии человека и животных Белорусского государственного университета им. В. И. Ленина. Здесь он также организовал электрофизиологическую лабораторию.
Георгий Семёнович Юньев скончался в 1989 г.

## Научная деятельность
Ещё в студенческие годы Георгий Семёнович специализировался по электрофизиологии под руководством знаменитого учёного Александра Филипповича Самойлова. Совместно со студенткой М. И. Волковой он выполнил большую работу «О приложимости закона „всё или ничего“ к наркотизированному сердцу».
Научные изыскания Г. С. Юньева очень обширны. Они посвящены центральной нервной, нервно-мышечной и сердечно-сосудистой системам с применением электрофизиологических методов исследования. В области нейрофизиологии ученый в течение четверти века вместе с руководимым им коллективом работал над изучением скорости центрального нервного проведения в зависимости от возраста и от других физиологических факторов. Основные итоги этой работы подведены им в монографии «Скорость распространения возбуждения в центральной нервной системе» (Минск, 1963 г.). За последние годы исследования по нейрофизиологии пополнились новыми данными. В настоящее время Г. С. Юньев готовит к печати монографию, где скорость центрального нервного проведения будет рассматриваться в эволюционном аспекте. К той же области нейрофизиологии относятся его исследования по электрофизиологическому изучению некоторых рефлексов (сухожильных и мигательных) у человека и животных в различных физиологических и паталогических условиях. В течение пяти лет Георгий Семёнович работаел вместе со своими учениками и студентами над электрофизиологическим изучением простой и сложной психической реакции. Научные исследования Г. С. Юньева не ограничивались только экспериментальными работами. Он выполнил много работ научно-исторического и научно-популярного характера. Георгий Семёнович энергично руководил научной работой своих учеников. Под его руководством защищались кандидатские и докторские диссертации.
Им опубликовано более 100 научных работ. Под его руководством защищено 17 кандидатских диссертаций. Научные исследования Г. С. Юньева не ограничиваются только экспериментальными работами. Он выполнил много работ научно-исторического и научно-популярного характера.

## Основные труды
Юньев, Георгий Семёнович. Скорость распространения возбуждения в центральной нервной системе / авт. Георгий Семёнович Юньев . — Минск : Изд-во Министерства высш., сред. спец. и проф. образования БССР, 1963 . — 230 с. : ил.